# Kaufmannsommer
Der Weiler Kaufmannsommer mit etwa 35 Einwohnern ist ein Ortsteil der Gemeinde Lindlar, Oberbergischer Kreis im Regierungsbezirk Köln in Nordrhein-Westfalen (Deutschland).

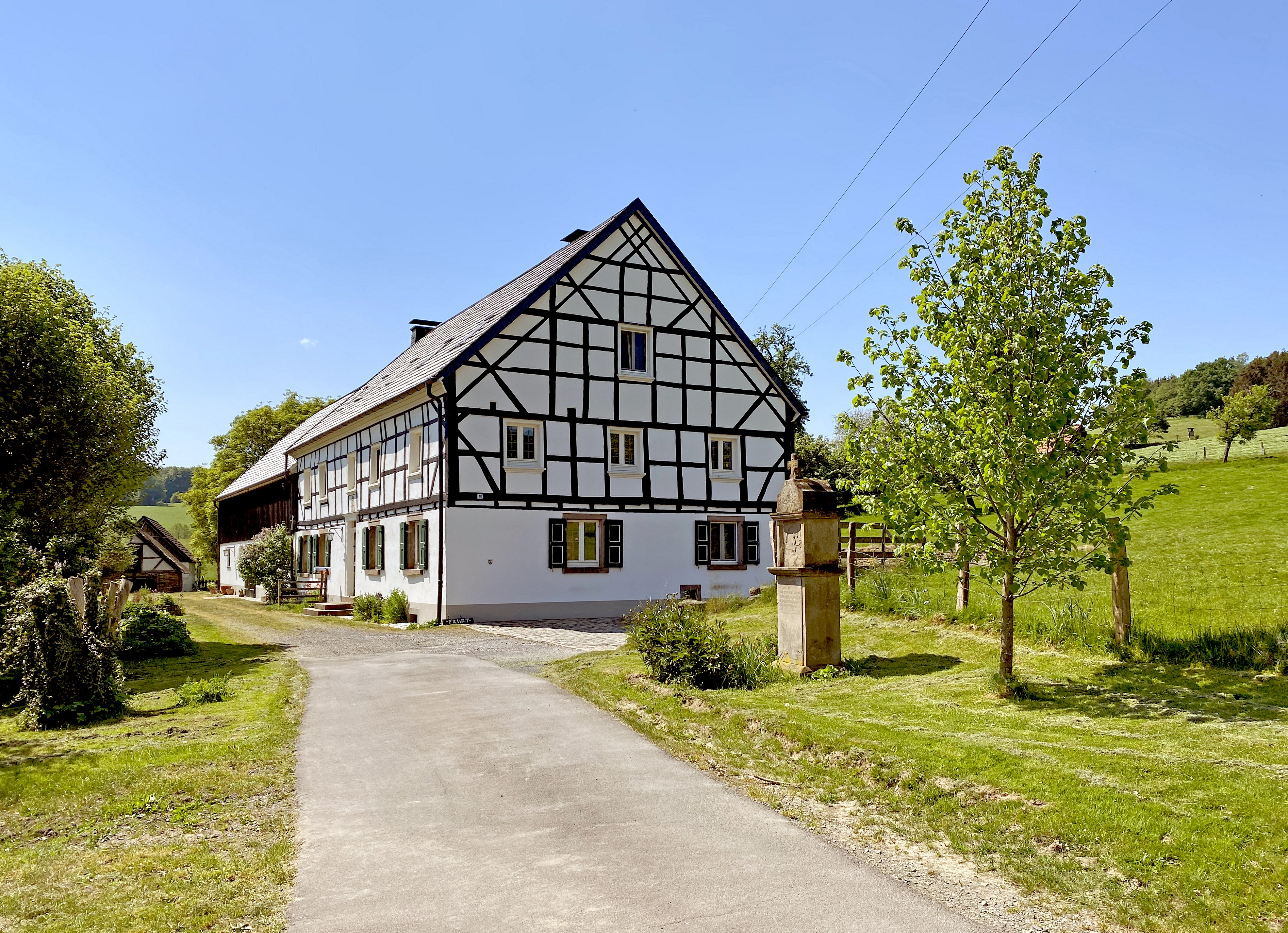
Baudenkmal Kaufmannsommer 10

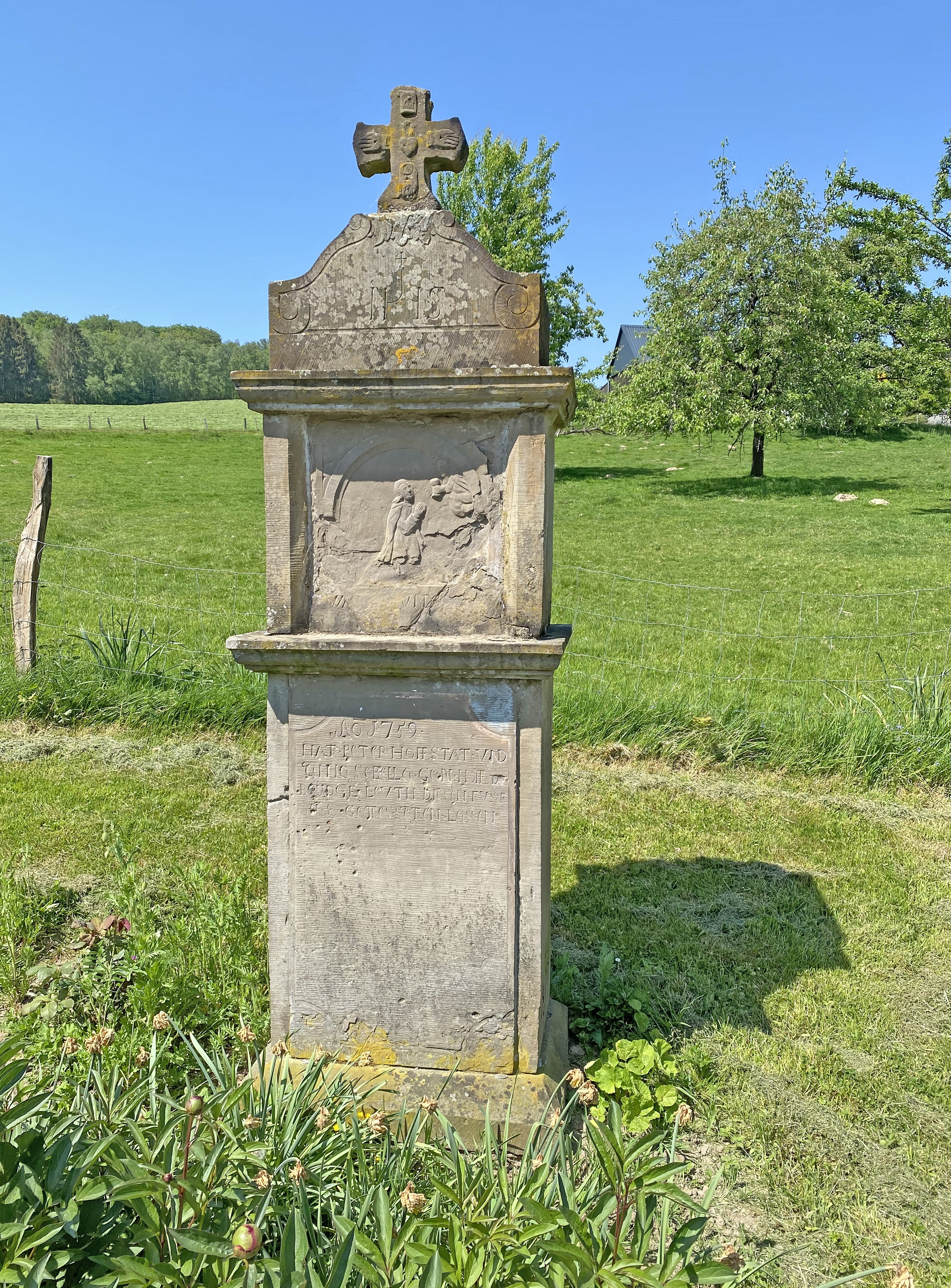
Fußfall (1759)

## Lage und Beschreibung
Kaufmannsommer liegt nordwestlich von Lindlar an der Grenze zur Gemeinde Kürten zwischen Olpe und Linde. Östlich von Kaufmannsommer erhebt sich der Miebesberg mit einer Höhe von 250 m. Nachbarorte sind unter anderem Spich, Rölenommer und Frangenberg.

## Geschichte
Die genaue Datierung der Entstehung dieser Hofschaft fällt schwer. Die Erstbesiedlung erfolgte wahrscheinlich vom Fronhof Lindlar oder Dürscheid ausgehend. Nach den ersten Rodungsarbeiten folgte die Entstehung vereinzelter Höfe, die zum größten Teil heute noch existieren.
In Kaufmannsommer wurde im 19. Jahrhundert eine Mühle errichtet. Bei den Ausschachtungsarbeiten will man ein Kreuz aus dem Jahre 1767 gefunden haben. Die Mühle, ebenso wie die dazugehörige Bäckerei sind heute stillgelegt.

## Sehenswürdigkeiten
- Bruch- und Fachwerkbau mit Sandsteinrelief aus dem Jahre 1752, heute GEH-Archehof zur Erhaltung alter Haustierrassen (Schweine, Schafe, Geflügel)
- Fußfall aus dem Jahre 1759
- ehemalige Mühle

In der Nähe von Kaufmannsommer, Rölenommer:
- drei zweigeschossige Fachwerkhäuser
- ehemaliges Klostergut der Grafschafter Borromäeinnen aus dem 18. Jahrhundert
- Wegekreuze aus dem 18. und 19. Jahrhundert

## Freizeit und Sport
- Der Rundwanderweg A2 (Linde – Frangenberg – Spich – Kurtenbach – Kaufmannsommer – Rölenommer – Müllersommer – Linde) durchläuft den Ort

- Der Rundwanderweg L (rund um Lindlar, ca. 54 km) geht durch Kaufmannsommer und Rölenommer

## Busverbindungen
Nächste Haltestelle Linde:
- VRS (OVAG) Linie 335 Scheel – Frielingsdorf – Lindlar – Linde – Biesfeld – Bergisch Gladbach
- VRS (KWS) Linie 402 Unterschbach – Hohkeppel – Lindlar – Linde – Kürten Schulzentrum (nur Schulverkehr)